# Prosto w serce (serial telewizyjny)
Prosto w serce – polska telenowela, emitowana na antenie TVN od 3 stycznia 2011 do 23 grudnia 2011. Pilotażowy odcinek serialu został wyemitowany 23 grudnia 2010 po emisji ostatniego odcinka serialu Majka.
Serial oparty był na argentyńskim oryginale Jesteś moim życiem (hiszp. Sos mi vida), na podstawie którego powstała meksykańska telenowela Miłosny nokaut (hiszp. Un gancho al corazón).

## Obsada
| Aktor                 | Rola                     |
| --------------------- | ------------------------ |
| Anna Mucha            | Monika Milewska-Sagowska |
| Filip Bobek           | Artur Sagowski           |
| Małgorzata Socha      | Konstancja Grylak-Wójcik |
| Grzegorz Małecki      | Cezary Wójcik            |
| Jacek Braciak         | Rafał Sagowski           |
| Agnieszka Sienkiewicz | Wiktoria Sagowska        |
| Agata Kulesza         | Aneta Sienkiewicz        |
| Krzysztof Stelmaszyk  | Feliks Warecki           |
| Marta Ścisłowicz      | Natalia Poranek          |
| Aleksandra Kisio      | Małgorzata Figura        |
| Wojciech Rotowski     | Kuba Dobroś              |
| Marianna Januszewicz  | Laura Dobroś             |
| Amelia Gontarczuk     | Hania Dobroś             |
| Marta Powałowska      | Barbara Stasiak          |
| Michał Rolnicki       | Robert Miller            |
| Katarzyna Dorosińska  | Żaneta Kozłowska         |
| Maria Winiarska       | Krystyna Kobierzyńska    |
| Ewa Kasprzyk          | Nina Wójcik              |
| Agnieszka Wosińska    | Elżbieta Milewska        |
| Michał Meyer          | Kacper Kobierzyński      |
| Sambor Czarnota       | Sebastian Zadworny       |
| Izabela Dąbrowska     | Teresa Markiewicz        |
| Mateusz Janicki       | Marcin Drozd             |
| Beata Kawka           | Wanda Warecka            |
| Monika Goździk        | Jadwiga Broniec          |
| Bartosz Obuchowicz    | Dariusz Jagódka          |

## Bohaterowie
- Monika Milewska-Sagowska (Anna Mucha) – główna bohaterka serialu. Bokserka, ze względu na kontuzję barku musiała zrobić sobie przymusową przerwę w karierze bokserskiej. Pracuje w firmie Sagowski Development. Mieszkała z Barbarą i Małgorzatą. Żona Artura Sagowskiego, ma z nim syna Wiktora. Matka adoptowanych przez Artura: Kuby, Laury i Hani. Była partnerka Cezarego Wójcika.
- Artur Sagowski (Filip Bobek) – prezes firmy Sagowski Development. Ojciec trójki adoptowanych dzieci - Kuby, Laury i Hani. Mąż Moniki, ojciec Wiktora. Był związany z Anną Sagowską, Konstancją Grylak i Natalią Poranek.
- Konstancja Grylak-Wójcik (Małgorzata Socha) – była żona Artura. Żona Cezarego, matka Róży. Miała męża Amerykanina, Johna. Największym jej wrogiem i rywalką o serce Artura jest Monika.
- Cezary Wójcik (Grzegorz Małecki) – były narzeczony i trener Moniki. Mąż Konstancji, ojciec Róży. Obecnie pracuje jako kierowca autobusu, śpiewa w zespole "Cztery serca".
- Rafał Sagowski (Jacek Braciak) – brat Artura i Wiktorii. Wiceprezes Sagowski Development. Udawał, że jest zakochany w Anecie. Obecnie partner Żanety Kozłowskiej.
- Wiktoria Sagowska (Agnieszka Sienkiewicz) – siostra Rafała i Artura. Związana z Mateuszem, przyjaciółka Lalo.
- Aneta Sienkiewicz (Agata Kulesza) – szefowa Biura Zarządu w firmie Artura. Zakochana w Feliksie.
- Feliks Warecki (Krzysztof Stelmaszyk) – prawa ręka i najlepszy przyjaciel Artura. Zakochany w Anecie.
- Natalia Poranek (Marta Ścisłowicz) – detektyw, która pracowała dla Artura. Była partnerka mężczyzny. Ma syna Filipa. Wyjechała do Las Vegas, gdzie pracuje jako policjantka.
- Kuba Dobroś (Wojciech Rotowski) – adoptowany syn Artura i Moniki. Zakochany w Małgorzacie.
- Laura Dobroś (Marianna Januszewicz) – adoptowana córka Artura i Moniki. Związana z Kacprem.
- Hania Dobroś (Amelia Gontarczuk) – najmłodsza adoptowana córka Artura i Moniki.
- Małgorzata Figura (Aleksandra Kisio) – aktorka. Kiedyś zakochana w Kubie. Związana ze Zbyszkiem. Przyjaciółka Moniki.
- Barbara Stasiak (Marta Powałowska) – była sprzątaczka w firmie Artura, awansowała na sekretarkę. Związana z Kazikiem.
- Robert Miller (Michał Rolnicki) – były adwokat Artura. Pomógł Rafałowi dostać się na stanowisko prezesa firmy Sagowski Development, pracował dla Konstancji. Obecnie odsiaduje karę w więzieniu.
- Żaneta Kozłowska (Katarzyna Dorosińska) – sekretarka w firmie Artura. Partnerka Rafała Sagowskiego.
- Krystyna Kobierzyńska (Maria Winiarska) – gospodyni w domu Artura, który traktuje ją jak własną matkę. Babcia Kacpra.
- Nina Wójcik (Ewa Kasprzyk) – matka Cezarego. Wyjechała do pracy do Holandii.
- Adam Sagowski (Philippe Tłokinski) – kuzyn Artura, Rafała i Wiki. Pomysłodawca osiedla.
- Elżbieta Milewska (Agnieszka Wosińska) – biologiczna matka Moniki, partnerka Andrzeja Biernata. Odnalazła Monikę.
- Andrzej Biernat (Piotr Machalica) – inwestor, który posiadał 49% udziałów Sagowski Development. Ojciec Moniki Milewskiej i parter Elżbiety Milewskiej.
- Góra, właściwie Heliodor Szajno-Kossowski (Bartłomiej Nowosielski) – sąsiad Cezarego, robotnik budowlany, perkusista zespołu "Cztery serca", były chłopak Wiki.
- Kacper Kobierzyński (Michał Meyer) – wnuk Krystyny. Jest z Laurą, przyjaciel Kuby.
- Mateusz Banaś (Artur Pontek) – mechanik, otworzył szkółkę kartingową, przyjaciel Artura Sagowskiego. Partner Wiki.
- Zbyszek (Tomasz Mandes) – były kierowca Artura, związany z Gośką.
- Kazik (Marcin Zarzeczny) – policjant (dzielnicowy), zakochany w Barbarze.
- Michał Czewski (Grzegorz Przybył) – promotor Moniki.
- Lambert Lorek (Michał Grzybowski) – pracuje dla firmy "Lalo Weddin", organizował ślub Artura i Konstancji. Jest homoseksualistą i zakochuje się w Rafale.
- Sebastian Zadworny (Sambor Czarnota) – chciał robić interesy w Sagowski Development, popadł w konflikt z Arturem.
- Marcin Drozd (Mateusz Janicki) – były prawnik w Sagowski Development.
- Bogdan Makowski (Łukasz Nowicki) – adwokat Artura.
- Ewa Ekert (Ewa Audykowska-Wiśniewska) – pani kurator.
- Jadwiga Broniec (Monika Goździk) – pracownica ośrodka adopcyjnego, kontroluje Laurę, Kubę i Hanię.
- Teresa Markiewicz (Izabela Dąbrowska) – pracownica domu dziecka.
- Wanda Warecka (Beata Kawka) – była żona Feliksa.
- Maciej Kwiatkowski (Krzysztof Kwiatkowski) – szwagier kuzyna, Roberta.
- Bernard Rogowski (Dobromir Dymecki) – kierowca rajdowy. Były chłopak Wiki.
- Dagmara Wojciechowska (Barbara Lauks) – ciotka Moniki.
- Dariusz Jagódka (Bartosz Obuchowicz) – raper, mieszkał w tej samej kamienicy co Czarek i rywalizował z nim o Monikę.
- John Mizera (Bogusław Kudłek) – były mąż Konstancji.
- Chudy (Sławomir Zapała) – pracuje na stacji benzynowej, gitarzysta w zespole "Cztery serca".
- Motyw (Paweł Domagała) – pracuje w sklepie muzycznym, muzyk w zespole "Cztery serca".

## Spis serii
| Seria   | Okres emisji     | Odcinki      | Premiera serii  | Finał serii     | Pora emisji                | Średnia oglądalność |
| ------- | ---------------- | ------------ | --------------- | --------------- | -------------------------- | ------------------- |
| Pilotaż | Pilotaż          | Pilotaż      | 23 grudnia 2010 | 23 grudnia 2010 | czwartek 18.25             | Brak danych         |
| 1       | zima–wiosna 2011 | 1–118 (118)  | 3 stycznia 2011 | 17 czerwca 2011 | poniedziałek -piątek 17.55 | 2,39 mln            |
| 2       | jesień 2011      | 119–196 (78) | 5 września 2011 | 23 grudnia 2011 | poniedziałek -piątek 17.55 |                     |